# Cotoneaster staintonii
Cotoneaster staintonii es una especie de planta del género Cotoneaster, perteneciente a la familia Rosaceae.

## Taxonomía
Cotoneaster staintonii fue descrita por Gerhard Klotz en 1972.

## Distribución
Se encuentra en el territorio de Nepal.